# Principat de Swat
El principat de Swat fou un estat tributari protegit establert el 1849 al nord de la província de la Frontera del Nord-oest, format per la vall del riu Swat) habitada per swatis. Fou abolit el 28 de juliol del 1969. Administrativament estava dividit en Swat Kohistan (Swat muntanyós) entre el Swat superior i Ain; i el Swat propi subdividit en Alt o Bar Swat i Baix o Kuz Swat. La seva superfície era de més de 5.000 km² però d'aquestos la vall només ocupava uns 4.000 (209 km de llarg per uns 20 d'ample mitjà).

## Població
La població era en majori de la branca akazai dels yusufzais paixtus dividits en diversos clans; al Swat Kohistan els torwals i els garhwis. A l'esquerra del riu els ranizais i els Khan Kehl al baix Swat i els sulizaos o babuzais a l'alt Swat. A la riba dreta els shamizais, sabjunis, nikbi khels i shamozais a l'alt Swat i adinzais, abazais i khadakzais al baix Swat. Aquestos clans (excepte els dos darrers) són coneguts en conjunt com khwazozais) i tots en conjunt excepte els ranizais, com baezais. La llengua era el paixtu, però els torwals i garhwis parlaven dialectes propis similars al hindku. De religió són musulmans de la branca sunni. A Saidu destaca la capella d'Akhund (personatge que es deia originalment Abdul Ghafur però anomenat Akhun i Buzurg -el Gran- per la seva santedat) que va exercir gran influència sobre els paixtus de la regió. Altre cap religiós important fou Mulla Mastan o Mad Mulla (Sadullah Khan) fill d'uin cap bunerwal i gran atleta que va viure a Ajmer i es va establir a Buner el 1895 i els seus nombrosos seguidors li van donar el títol de Mastan.

## Història
La seva història està estretament vinculada a les de Dhir (Dir), Bajaur i Uthman Kel. Aquestos territoris són esmentats per Flavi Arrià que diu que Alexandre el Gran va portar el seu exèrcit per Kunar, Bajaur, Swat i Buner; el seu successor Seleuc I Nicàtor, uns vint anys després, va entregar aquestos territoris a Chandragupta; en aquest temps els habitants eren hinduistes però un temps després es va instal·lar el budisme. La regió va quedar independent sota els seus propis sobirans fins al segle XV. Els swatis estan a l'origen dels gujars, torwals, garhwis i altres, avui dia confinats a Dhir (regió de Bashkar) i Swat (regió de Swat Kohistan). La invasió dels Yusufzai i altres tribus paixtus d'ascendència Khakhai, ajudats pels Utman Khel, es va iniciar al segle XV i al segle XVI dominaven Buner, el Baix Swat i la vall de Panjkora; els gigianis i tarkilanris s'havien establert en aquest temps a Bajaur, i els Utman Khel al país que va agafar el seu nom.
Aquests grups paixtus van portar l'islam. L'emperador Baber, per un matrimoni diplomàtic amb la filla de Malik Shah Mansur, cap del clan Yusufzai, i ajudat altrament per la força de les armes, va establir la seva sobirania a Bajaur (excepte Jandol), la vall de Panjkora fins a la seva unió amb el Bajaur, i el Swat Inferior on encara governaven els swatis sota Sultan Udais o Wais, que van fer voluntària submissió; l'avanç paixtu es va aturar però sota Humayun van seguir avançant i els yusufzais van assolar Sheringal al Dhir i el Swat Superior fins a Ain. Akbar ja només havia pogut obtenir una submissió nominal però ara els llaços dels paixtus amb Humayun es van tallar. No obstant fou una època de pau fins que un conflicte religiós va sorgir a Dhir, un reformador de la qual anomenat Bazid i de mal nom entre els seus Pir-i-Roshan, que es va oposar a Akhund Darweza Baba, historiador dels yusufzais. Pir fou considerat heretge i les dues parts van fer continuats atacs cadascun contra l'altre. Zain Khan, Kokaltash, fou nomenat pel governador de Kabul per portar a les tribus a la raó després de 5 anys de lluita i es van construir fortaleses el 1595 i el país fou dominat. Però en temps d'Aurangzeb que va pujar al tron el 1658, la llisó ja havia estat oblidada; les tribus van refusar pagar tribut i es van declarar independents i es van mantenir així fins al temps de Nadir Shah, quan aquest i els seus successors, Ahmad Shah Durrani i després Timur Shah, van dominar el territori. El 1823 Azim Khan va atacar als sikhs el 1823, i els yusufzais li van enviar un fort contingent, però foren derrotats i Ranjit Singh va entrar a Peshawar, però no va fer cap moviment per seguir cap al nord. El 1829 una colònia de fanàtics musulmans establerta a Amarzai, dirigida per Mir Saiyid Ahmad Shah de Bareilly, va començar a establir autoritats al seu gust; es va formar na conspiració i els seus principals seguidors foren assassinats en una nit i el propi cap fou perseguit i assassinat a Balakot el 1831. L'hegemonia va passar a Abdul Ghafur, de malnom Akhund, que el 1835 es va establir a Saidu al Swat Superior on va viure fins a la seva mort el 1877 i que fou l'home més poderós de la regió.
Els britànics va establir el seu govern a la vall de Peshawar el 1849 però no van intentar penetrar al nord cap a les muntanyes. No obstant els atacs de les tribus i l'asil que donaven als perseguits va obligar a expedicions de càstig; el 1849 contra els Uthman Khel, el 1852 contra aquestos i els habitants de Sam Ranizai (elterritori fins al pas de Malakand). No hi va haver disturbis el 1857; Akhund va negar asil als rebels del 55 d'infanteria nativa (encara que fou per raons de política interna i no per lleialtat als britànics). El 1863 es va fer una expedició contra els fanàtics d'Amarzai en el que fou conegut com la campanya d'Ambela, en què les forces unides de Swat, Bajaur, Kunar i Dhir reunides sota la bandera d'Akhund, van enfrontar als invassors. El 1866 es va fer una altra expedició contra els Utman Khel, i després la pau fou bastant egneral fins al 1878 quan es va haver de fer una nova expedició contra Ranizai i Utman Khel. Akhund va morir al principi de 1877 i el seu fill va intentar la successió al que es va oposar el kan de Dhir. El país fins a Nawagai a Bajaur es va agitar i hi va haver complexes lluites i moviments diplomàtics especialment per part del kan Umra Khan de Jandol, una branca de la casa reial de Bajaur, que es va aliar a Mian Gul, el fill d'Akhund i el 1882 havia conquerit la meitat de Dhir al seu khan. Però el 1882 Mian Gul es va enfrontar a Umra Khan, i es va aliar al kan de Dhir. Umra Khan es va trobar en posició difícil l'any següent per l'arribada al país Uthma Khel d'un líder religiós procedent de Kabul de nom Makrani Mulla, per oposar-se a la seva activitat. La tasca de Makrani va provocar el 1887 una aliança de Dhir, Nawagai, Swat, Utman Khel, Salarzai, i Mamund, contra Umra Khan; però els aliats foren derrotats i es van enfrontar entre ells i finalment foren dispersats; el 1890 el Mulla va fugir i Umra khan es va apoderar de tot Dhir; el kan Muhammad Sharif va marxar a l'exili a Swat. Des de 1884 Umra Khan ja coquetejava amb els britànics dels que esperava el subministrament d'armes de foc i munició; el 1892 va acceptar, a canvi d'un subsidi, la tasca de mantenir les comunicacions postals obertes amb Chitral: més tard, a la mort de Mehtar Aman-ul-Mulk, va intrigar en els afers d'aquest país; la comissió fronterera Asmar del 1894, va augmentar la tibantor amb els britànics que va derivar en hostilitat oberta el 1895 i com a resultat de la seva derrota Umra Khan va fugir el 1896 a Kabul i el kan Muhammad Sharif va poder retornar al país i va fer un acord amb els britànics garantint la ruta de Chitral i sense duanes. També els clans de Swat van rebre subsidis i es van posar al servei dels britànics. Després de l'expedició de Chitral, a l'any següent, es va formar l'agència de Dir i Swat amb posicions a Chakdarra (Baix Swat), Malakand i Dargai (a Ranizai). Chitral i fou afegit poc després de quedar connectat amb Gilgit formant l'agència de Chitral, Dir i Swat.
Les conseqüències dels disturbis del 1895, les intrigues d'oficials afganesos i l'animositat dels caps religiosos després d'un període de calma (durant el qual el kan de Dhir va rebre el títol de nawab) va portar a la revolta del 1897 sota la direcció de Mulla Mastan (Mad Mulla) de Swat; els rebels van assaltar Chakdarra i el Malakand, però els seus atacs foren rebutjats (amb certa dificultat) i en les operacions de càstig que van seguir les columnes van assegurar la submissió dels mamunds a Bajaur, els yusufzais a Swat i els bunerwals a Buner; a Dir no va ser necessària cap actuació doncs el nawab fidel va controlar la situació. El 1901 es va obrir un ferrocarril de Naushahra a Dargai al peu del pas de Malakand. Les lluites tribals van continuar intermitentment però cap d'importància. El nawab de Dir va morir el desembre de 1904 i el seu fill gran Auranzeb Badshah Khan fou reconegut com a successor si bé li va disputar el tron el seu germà petit Mian Gul Jan.

## Llista de governants (amirs, padshahs (1818-1912), walis (des de 1926)
| Govern               | Governants d'Swat               | Honoraris                    |
| -------------------- | ------------------------------- | ---------------------------- |
| 1849 - 1857          | Sayyid Akbar Shah               |                              |
| 1857 - 1863          | Sayyid Mubarak Shah Sahib       |                              |
| 1863 - 1915          | estat en suspensió              |                              |
| 1915 - 1917          | Sayyid Abdul-Jabbar Khan        |                              |
| 1917 - 1949          | Miangul Golshahzada Abdul-Wadud |                              |
| 1949 - 1969          | Miangul Abdul-Haqq Jahan Zeb    |                              |
| 28 de juliol de 1969 | Estat abolit                    | Miangul Abdul-Haqq Jahan Zeb |
| després de 1987      | Administració civil             | Miangul Aurangzeb            |

## Nota
1. ↑  Ben Cahoon, WorldStatesmen.org. «Pakistan Princely States». [Consulta: 3 octubre 2007].